# 采女
采女，後世又稱彩女，是中國、日本、越南古代的女官名，因其選自臣民家，故曰「采女」。

## 上古女仙
采女，原指上古女仙之一。據《墉城集仙錄》記載，采女為商王宮女。少得養神之道，年二百七十餘，視如十五六歲少女。相傳商王留彭祖於掖庭，使采女間道於彭祖。采女問延年益壽之法，彭祖說：〝服元君太一金丹，可白日昇天，上補仙官﹔愛精養神，服食草藥，可以長生，但不能役使鬼神，乘虛飛行﹔陰陽運砼，導引屈伸，使百節砼行，關機無滯，坐忘煉液，皆可以令人久壽〞。采女面受修道之要，以教商王，王行彭祖之道亦壽三百歲。

## 女官名

### 中國
始見於東漢，位在美人、宮人之下。漢光武帝時，六宫称号有皇后、贵人、美人、宫人、采女，其中美人、宮人、采女无爵秩，只在岁时赏赐充给。
至北齊時，世祖置采女為後宮低位嬪御。隋朝時，隋煬帝置采女三十七員，為七品，自此為妃嬪位號。唐朝初期沿襲前朝舊制，置采女二十七員，但品秩改為正八品。金朝後宮中，采女為八十一御妻中的第三等，位在寶林、御女之下。

### 日本
日本自飛鳥時代起仿效中國唐朝，設置采女，主要作為天皇和皇后的近身侍女，亦作為天皇側室。當時地方豪族會向天皇獻上自己的女兒作為人質表示順服朝廷，這些女子進宮後就成為采女。平安時代采女不再常設，只在特定儀式時才出現。